# 권태환
권태환(權泰煥, 1876년 12월 5일(음력 10월 20일)~1947년 4월 14일)은 일제강점기에 조선귀족 작위를 받았다. 본관은 안동이며 초명은 권창현(權昌鉉)이다.

## 생애
을사오적 중 한 명인 정치인 권중현의 양자이다. 1902년부터 대한제국의 관리로 근무하기 시작했으며, 한일 병합 조약이 체결된 후에는 한일합방 공로자로 인정 받아 1912년 한국병합기념장을 수여받았다.
한일 병합 직후부터 조선총독부 중추원에 부찬의로 들어갔다가 1921년부터는 참의로 승격되었고, 염전 기업인 조선관염판매 사장으로도 근무하며 일제 강점기 동안 고위 관료 및 기업인으로 활동했다. 1914년 제1차 세계대전 때 일본군 후원을 위해 결성된 경성군인후원회에 후원금 2원을 지원하였고, 식민통치 5주년을 기념해 1915년 개최된 경성물산공진회를 지원하기 위한 경성협찬회에도 참여하는 등 사회단체 활동에도 가담했다.
1926년 훈6등 서보장, 1927년 소화기념대례장을 일본 정부로부터 받은 기록이 있다. 권중현의 자작 작위를 물려받을 아들로 1914년 이미 인정받아 종5위에 서위된 바 있으며, 1934년 권중현 사망 후 습작했다.
2002년 발표된 친일파 708인 명단과 2008년 민족문제연구소에서 친일인명사전에 수록하기 위해 정리한 친일인명사전 수록예정자 명단에 권중현과 함께 수록되었다. 2007년 대한민국 친일반민족행위진상규명위원회가 발표한 친일반민족행위 195인 명단에도 들어 있다.

## 같이 보기
- 조선총독부 중추원
- 권중현

## 참고 자료
- 친일반민족행위진상규명위원회 (2007년 12월). 〈권태환〉 (PDF). 《2007년도 조사보고서 II - 친일반민족행위결정이유서》. 서울. 505~511쪽쪽. 발간등록번호 11-1560010-0000002-10. [깨진 링크(과거 내용 찾기)]